# Escudo de Illas

Escudo del concejo de Illas.

El escudo de Illas, símbolo representativo del concejo español del mismo nombre situado en la comunidad autónoma del Principado de Asturias, carece de sanción legal y es usado por el municipio aunque nunca fue adoptado por acuerdo de su Corporación. El escudo fue inventado por Octavio Bellmunt y Fermín Canella para ilustrar su obra Asturias.

## Descripción y blasonado
Su escudo es cuarteado en cruz.
- Primer cuartel: nave con sierra en proa envistiendo una cadena que sujetan dos torres. Este cuartel está formado por el escudo de Avilés, del que dependió Illas en el pasado.

- Segundo cuartel: un sello representando a un rey sentado. Este cuartel representa el sello real en recuerdo de los reyes Juan I y Juan II, gracias a los cuales Illas se formó como concejo independiente

- Tercer cuartel: tres fajas acompañadas de diez roles con cruces en el interior. Son las armas de los Valdés que se cree que dominaron el concejo en el pasado.

- Cuarto cuartel: dos pinos puestos en faja. Se cree que son las armas de las familias antiguas propietarias del concejo, aunque no se sabe con seguridad a quien pertenecían las armas y si habían sido influyentes, pero aun así se incorporó al escudo y así se usa por el Ayuntamiento.

Al timbre corona real, abierta.